# Verbascum gossypinum
Verbascum gossypinum är en flenörtsväxtart som beskrevs av Friedrich August Marschall von Bieberstein. Verbascum gossypinum ingår i släktet kungsljus, och familjen flenörtsväxter. Inga underarter finns listade i Catalogue of Life.